# Bârseștii de Sus (okręg Aluta)
Bârseștii de Sus – wieś w Rumunii, w okręgu Aluta, w gminie Sprâncenata. W 2011 roku liczyła 579 mieszkańców. 